# امبارک شامخ
امبارک شامخ (عربی: امبارک الشامخ؛ زاده ۱۵ مه ۱۹۵۲) یک سیاستمدار اهل لیبی است. وی از ۱ مارس ۲۰۰۰ تا ۱۴ ژوئن ۲۰۰۳ نخست‌وزیر لیبی بود.